# Gruppo Sportivo Hockey Pordenone 1980-1981
Questa voce raccoglie le informazioni riguardanti il Gruppo Sportivo Hockey Pordenone nelle competizioni ufficiali della stagione 1980-1981.

## Maglie e sponsor
Lo sponsor ufficiale per la stagione 1980-1981 fu la Akai.
| 1ª divisa |

## Rosa
| N° | Naz.                  | Ruolo | Sportivo           |  |  |  |
| -- | --------------------- | ----- | ------------------ |  |  |  |
|    | Italia (bandiera)     | P     | Battistella        |  |  |  |
|    | Italia (bandiera)     | E     | Carlo Koessler     |  |  |  |
|    | Portogallo (bandiera) | E     | José Leste         |  |  |  |
| 5  | Italia (bandiera)     | E     | Luciano Dall'Acqua |  |  |  |
|    | Italia (bandiera)     | E     | Mario Pellegrini   |  |  |  |
|    | Italia (bandiera)     | E     | Paolo Santangelo   |  |  |  |
|    | Italia (bandiera)     | E     | Antonio Toffolon   |  |  |  |
| 1  | Italia (bandiera)     | P     | Sergio Vaccher     |  |  |  |